# Marcia Reale
Marcia Reale (Kraljevski marš) bila je himna Italije od 1861. do 1946. godine. Pjesmu je kompozirao Giuseppe Gabetti 1831., po naredbi Karla Alberta kao himnu Savojske dinastije. Ova pjesma izvorno nema riječi, a neslužbene riječi himne su:

## Riječi
Evviva il Re ! Evviva il Re ! Evviva il Re !
Chinate o Reggimenti le Bandiere al nostro Re
La gloria e la fortuna dell'Italia con Lui è
Bei Fanti di Savoia gridate evviva il Re !
Chinate o Reggimenti le Bandiere al nostro Re !
Viva il Re ! Viva il Re ! Viva il Re !
Le trombe liete squillano
Viva il Re ! Viva il Re ! Viva il Re !
Con esso i canti echeggiano
Rullano i tamburi le trombe squillano squillano
Cantici di gloria eleviamo con fervor
Viva l'Italia, l'Italia evviva ! Evviva il Re !
Viva L'Italia, evviva li Re ! Evviva il Re !!!
Viva l'Italia ! Viva il Re ! Viva il Re !
Tutta l'Italia spera in Te, crede in Te,
gloria di nostra stirpe, segnal di libertà,
di libertà, di libertà, di libertà.
Quando i nemici agognino
i nostri campi floridi
dove gli eroi pugnarono
nelle trascorse età,
finché duri l'amor di patria fervido,
finché regni la nostra civiltà.
L'Alpe d'Italia libera,
dal bel parlare angelico,
piede d'odiato barbaro
giammai calpesterà
finché duri l'amor di patria fervido,
finche regni la nostra civiltà.
Come falange unanime
i figli della Patria
si copriran di gloria
gridando libertà.

## Vanjske poveznice
- Marcia Reale  Arhivirana inačica izvorne stranice od 9. svibnja 2008. (Wayback Machine)
- MP3  Arhivirana inačica izvorne stranice od 28. ožujka 2012. (Wayback Machine)